# Марина Влади
Марина Влади (на френски: Marina Vlady), истинско име Екатерина Марина Владимировна Полякова-Байдарова, известна също като Катрин Марина дьо Полякоф-Байдароф (на френски: Catherine Marina de Poliakoff-Baïdaroff), е френска певица, актриса и писателка от руски произход. 

## Биография
Родена е на 10 май 1938 г. в Клиши, Франция. Нейният баща Владимир Поляков, изпълнява цигански романси в Париж. Майка ѝ, Милица Енвалд е балерина. Тя е най-малката от 4 сестри. За себе си Марина разказва:
… Аз съм рускиня, само че с френски паспорт. Баща ми е завършил Московската консерватория. Когато започва Първата световна война, той отива във Франция, за да се присъедини към армията като доброволец. Той е бил единственият син на овдовяла майка и не са го взели в руската армия. Станал летец-пилот, бил ранен, награден с военен кръст. След войната той остава във Франция, работи в Парижката опера, пее седем сезона в операта на Монте Карло. Бил е познат с Модилиани, Матис, Делон. Семейството на майка ми напуска Русия през 1919 година. Мама е била в Белград и там се запознава с баща ми Владимир Поляков, който е бил пристигнал на турне там. 

Моята майка е възпитавана в Петербург, в Института на благородните девици в Смолни. През 1917 г. тя е била на 18 години. Тя е била една от онези, които, вдъхновени от нови идеи, са провесили червени дрипи на прозорците в деня на въстанието. После тя вижда как разбиват магазините на еврейските търговци на платове и дрехи и си спомня през целия си живот как са хвърляни огромни парчета плат в различни цветове, разгъващи се по цялата улица. След това убиват любимата ѝ класна дама и тя, както и много девойки, от страх избягва в чужбина. Така тя, преживявайки много трагични епизоди, се оказва в Париж.
из спомените на Марина Влади 

Псевдонима Влади взима след смъртта на баща си – в негова чест. Носителка е на наградата за най-добра женска роля на кинофестивала в Кан за филма „Съвременна история или царицата на пчелите“ (1963). През 1987 година от печат излиза книгата ѝ, посветена на покойния ѝ съпруг, със заглавие „Владимир, или Прекъснатият полет…“. Също е изпълнявала песни по негова музика и стихове. През 2006 година Влади съвместно с режисьора Жан-Люк Тардие поставя спектакъл на френски език „Владимир, или Прекъснатият полет…“ по едноименната книга.

### Личен живот
Има 4 брака и трима сина:

- 1. Робер Осейн (23 декември 1955 – 1959), френски актьор и режисьор; синове Игор (живее в Пиренеите във Франция) и Пьотр (Пьер, китарист и балалайчник, живее в Южна Франция).
- 2. Жан-Клод Бруйе (1963 – 1966), френски пилот и притежател на авиокомпания в Африка; син Владимир (живее в Таити).
- 3. Владимир Висоцки (1970 – 1980), певец, композитор, актьор и писател, един от най-известните бардове в Съветския съюз. Влади е била голямата любов и последната жена на Висоцки до края на живота му.

- 4. Леон Шварценберг (1981 – 2003), лекар-онколог.

## Избрана филмография
| година | филм                        | оригинално заглавие       | роля         | режисьор            |
| ------ | --------------------------- | ------------------------- | ------------ | ------------------- |
| 1965   | Камбани в полунощ           | Chimes at Midnight        | Кейт Пърси   | Орсън Уелс          |
| 1986   | По следите на капитан Грант | В поисках капитана Гранта | Марко Вовчок | Станислав Говорухин |